# アテナイのハグノン
ハグノン（希：Ἅγνων、ラテン文字転記：Hagnon、紀元前5世紀、生没年不明）は、紀元前5世紀アテナイの将軍である。
ハグノンは、ニキアス（同時代の将軍ニキアスとは別人）の子であり、政治家テラメネスの父である。ハグノンは、サモス戦争（紀元前440年-紀元前439年）での将軍の1人として、初めて歴史の表舞台に立った。紀元前437年に彼はエドノイ人（トラキア人の一派）をその地から駆逐してエンネア・ホドイ（「九本の道」の意）と呼ばれた場所にアンフィポリス市を建設し、殖民団を入植させた。この時、彼は現地のトラキア人と3日間の休戦条約を結び、夜間に壕を掘って塁壁を築いた。トラキア人が条約をないがしろにしたと非難した時、彼は条約を結びはしたが、その間の夜については何の条約も結んでいないと答えた。紀元前430年、クレオポンテスを同僚将軍としてハグノンはペリクレスから軍を引き継いでポテイダイアを包囲した。しかし、ポテイダイア側の頑強な抵抗によって包囲戦が長引いてそのために多くの資金（1,000タラントン以上）が消費され、さらに当時アテナイを襲っていた疫病のために4,000人の兵士のうち1,500人が死んだため、一部を残して軍を引いた。彼の撤退後、食料が尽きたポテイダイア人は男は1着、女は2着の衣服を持って市を退去するという条件で降伏し、そこにはアテナイ人が入植した。翌年、指揮官として送られていたハグノンはオドリュサイの王シタルケスのマケドニア遠征に同行したが、結局アテナイから軍は送られなかった。紀元前421年のニキアスの和約締結時、ハグノンは条約の宣誓者の1人となった。これがハグノンについての最後の記述であり、それ以降の彼については不明である。

## 註
1. ↑  トゥキュディデス, I. 117
2. ↑  トゥキュディデス, IV. 102
3. ↑  ディオドロス, XII. 68
4. ↑  ポリュアイノス, VI. 53
5. ↑  トゥキュディデス, II. 58
6. ↑  ディオドロス, XII. 46
7. ↑  トゥキュディデス, II. 95
8. ↑  トゥキュディデス, V. 19, 24